# Schnuffelienchen
Schnuffelienchen ist eine fiktive Häsin aus der Hörspielreihe Schnuffel und Schnuffelienchen, die 2010 mit ihrer ersten Singleveröffentlichung in die deutschen Singlecharts einstieg.
Schnuffelienchen ist laut offizieller Angabe das weibliche Pendant zum Klingeltonhasen Schnuffel und gehört ebenso wie dieser der Gattung der Langohrkuschelhasen an. Sie mag Mohrrüben.

## Hörspiele
Schnuffelienchens erster Auftritt fand in der 2008 gestarteten Hörspielreihe Schnuffel und Schnuffelienchen statt. In der Story wurde Schnuffelienchen von dem Hasen Schnuffel während eines Unwetters vor dem Ertrinken im Gluggerbach gerettet. Seitdem leben die beiden im Schmetterlingshügel im Knuddeltal.

## Musik
Am 29. Oktober 2010 erschien als erste Musikveröffentlichung von Schnuffelienchen das Lied Küss mich, halt mich. lieb mich, eine Coverversion der Musik aus dem Film Drei Haselnüsse für Aschenbrödel. Im Dezember 2010 schaffte der Titel es kurzzeitig in die Top 100 der Deutschen Singlecharts. Wie bei den Titeln von Schnuffel wurde auch dieser Song von Jamba als Klingelton vermarktet.

## Diskografie

### Singles
- 2010: Küss mich, halt mich, lieb mich
- 2011: Kiss me, hold me, love me (Englische Version) (als Snuggelina, nur Download)[4]
- 2011: Berce-moi, serre-moi, aime-moi (Französische Version) (als Jolie Praline)[5]
- 2011: Baciami, abbracciami, amami (Italienische Version) (als Giuggiola, nur Download)[6]
- 2011: Besame, abrazame, amame (Spanische Version) (als Linda Peluchita, nur Download)[7]
- 2012: Schmetterling (nur Download)[8]
- 2012: Butterfly (Englische Version) (als Snuggelina, nur Download)[9]
- 2014: Ohne Dich (nur Download)
- 2014: Without You (Englische Version) (als Snuggelina, nur Download)

### Hörspiele
- 2008: Schnuffel und Schnuffelienchen 1: Das Geheimnis der Möhre
- 2009: Schnuffel und Schnuffelienchen 2: Die bezaubernde Prinzessin
- 2009: Schnuffel und Schnuffelienchen 3: Die Kleinen Purzelsterne
- 2010: Schnuffel und Schnuffelienchen 4: Der Schatz im Glitzersee
- 2010: Schnuffel und Schnuffelienchen 5: Die kleine Schneefee
- 2011: Schnuffel und Schnuffelienchen 6: Das Baby-Einhorn
- 2013: Schnuffel und Schnuffelienchen 7: Abenteuer auf der Trauminsel
- 2014: Schnuffel und Schnuffelienchen 8: Das Geheimnis der Kleinen Eule